# 藍白屋

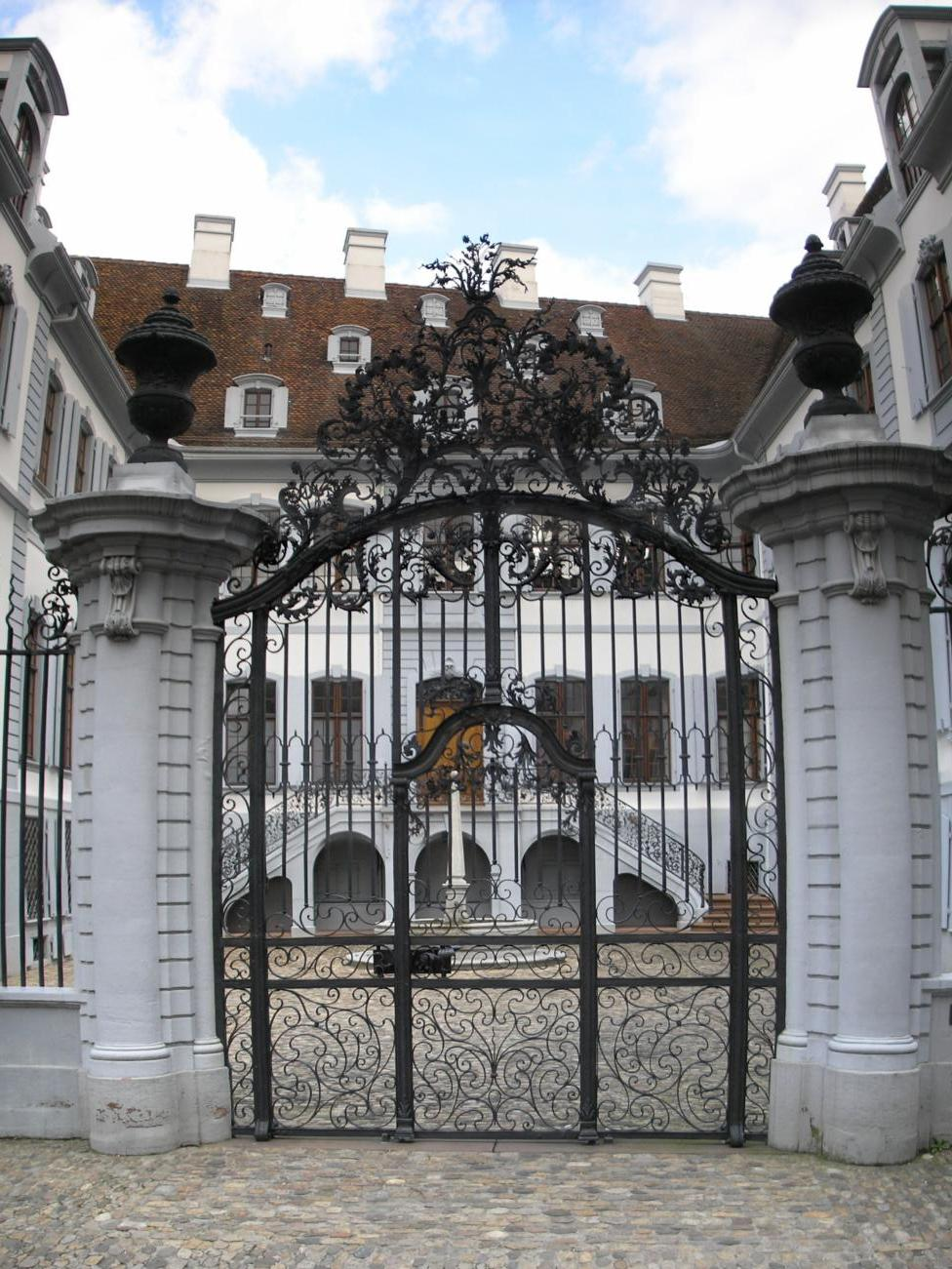
藍屋

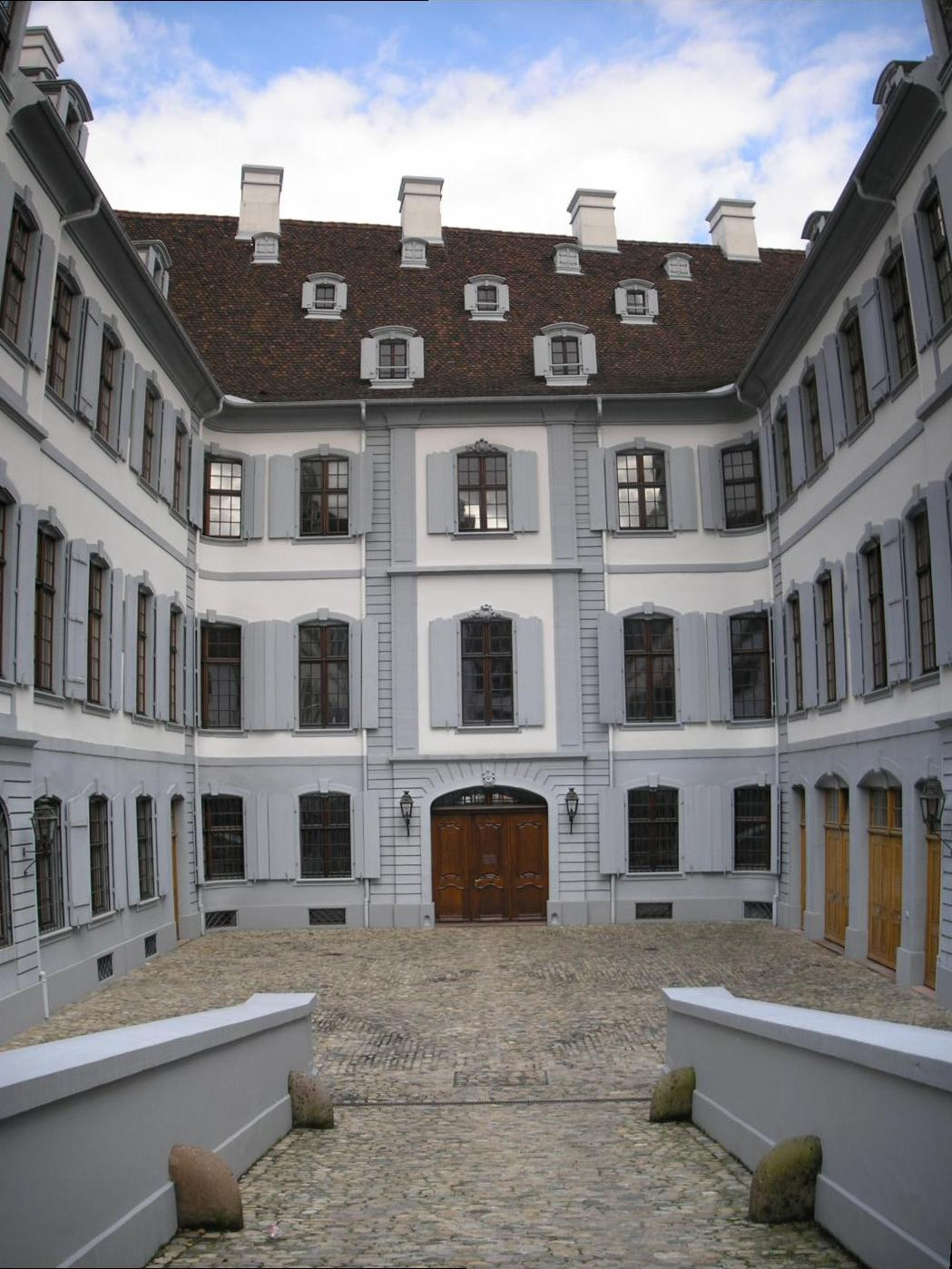
白屋

藍白屋（Blaues und Weisses Haus）是瑞士城市巴塞爾的兩座建築的合稱。這兩座建築是巴洛克式風格的豪宅，由建築師Samuel Werenfels修建於1763年至1775年。建築的所有者是Lukas和Jakob Sarasin兄弟。巴塞爾州及巴塞爾市在1942年和1968年購買了這兩座建築。現在這兩座建築被用於政府辦公。

## 外部連結
- Care and preservation department of ancient monuments of the canton and the city of Basel （页面存档备份，存于）

47°33′30″N 7°35′22″E / 47.55833°N 7.58944°E